# Alex Miller (piłkarz)
Alex Miller (ur. 4 lipca 1949) – szkocki piłkarz występujący na pozycji obrońcy.

## Kariera piłkarska
Od 1967 do 1983 roku występował w Rangers, South China i Morton.

## Kariera trenerska
Po zakończeniu piłkarskiej kariery pracował jako trener w South China, Morton, St. Mirren, Hibernian, Aberdeen, JEF United Chiba, AIK Fotboll i Sibir Nowosybirsk.